# Davis Kamoga
Davis Kamoga (17 de juliol, 1968) és un ex atleta ugandès de 400 metres llisos.
Guanyà la medalla de bronze als Jocs Olímpics d'Atlanta, l'any 1996 a la prova de 400 metres. L'any següent, a Atenes, guanyà la medalla d'argent al Campionat del món, amb una millor marca personal de 44,37 segons. Aquesta marca és el rècord nacional ugandès i quarta millor marca africana de tots els temps per darrere d'Innocent Egbunike, Samson Kitur i Charles Gitonga.